# Mälarhöjden/Bredäng Hockey
Mälarhöjden/Bredäng Hockey (oft kurz nur M/B Hockey oder M/B) ist ein 1988 gegründeter schwedischer Eishockeyklub aus Skärholmen, einem Stadtteil der schwedischen Hauptstadt Stockholm. Die Herren-Mannschaft des Vereins spielt heute (Stand 2016) in der Division 2. Besonders bekannt ist der Verein für seine Frauenmannschaft, die zwischen 1999 und 2006 insgesamt sieben Mal Schwedischer Meister wurde. Damals spielte die Frauenmannschaft in der spielstärksten Ost-Staffel der Division 1.

## Geschichte
Mälarhöjden/Bredäng Hockey entstand 1988 im Rahmen der Fusion der Vereine Mälarhöjden/Västertorp und Bredäng/Östberga.
Die Frauenmannschaft des Vereins entstand 1998 auf Basis des Teams des Nacka HK und wurde 1999, 2000, 2001, 2002, 2003, 2005 und 2006 Schwedischer Meister. Vor der Saison 2006/07 wurde die Frauenmannschaft des Vereins aufgelöst, die meisten Spielerinnen wechselten daraufhin zum Segeltorps IF und setzten dort ihre Erfolge fort.

## Bekannte ehemalige Spielerinnen
- Erika Holst
- Maria Rooth
- Gunilla Andersson
- Ann-Louise Edstrand
- Ylva Lindberg
- Jenny Lindqvist
- Line Bialik Øien